# Alberto Torresin
Alberto Torresin (Cittadella, 2 febbraio 1960) è un ex calciatore italiano, di ruolo portiere.

## Carriera
Cresciuto calcisticamente nelle giovanili dell'Inter, con cui non riesce ad approdare in prima squadra, ha disputato con la maglia del Verona un incontro del campionato di Serie A 1982-1983, la sfida interna contro la Roma del 23 gennaio 1983, terminata con il risultato di 1-1.
Ha inoltre totalizzato 99 presenze in Serie B con le maglie di Monza, Reggina, Pescara e Fidelis Andria, ottenendo (con 5 presenze all'attivo) la promozione in massima serie col Pescara nella stagione 1991-1992.
Nel corso di una partita contro il Cesena nella stagione 1984-1985, quando difendeva la porta del Monza, parò un calcio di rigore tirato dal portiere avversario Michelangelo Rampulla.